# Леїхіту
Леїхі́ту (індонез. Leihitu) — один з 14 районів округу Центральне Малуку провінції Малуку у складі Індонезії. Розташований у північно-центральній частині острова Амбон. Адміністративний центр — селище Хіту-Месінг.

## Адміністративний поділ
До складу району входять 2 селища та 9 сіл:
| Населений пункт     | Населення, осіб (2010) |
| ------------------- | ---------------------- |
| Асілулу, село       | 4688                   |
| Вакал, селище       | 3455                   |
| Каїтету, село       | 3574                   |
| Мамала, село        | 2683                   |
| Морела, село        | 3171                   |
| Негері-Ліма, село   | 4092                   |
| Сеїтх, село         | 4739                   |
| Уренг, село         | 3699                   |
| Хіла, село          | 6429                   |
| Хіту-Лама, село     | 4321                   |
| Хіту-Месінг, селище | 6127                   |